# Georgi Dimitrov (labdarúgó, 1931)
Georgi Dimitrov, bolgárul: Георги Димитров (Burgasz, 1931. május 1. – Gabare, 1978. március 16.) olimpiai bronzérmes bolgár labdarúgó, csatár, edző.

## Pályafutása

### Klubcsapatban
1948 és 1950 között a Csernomorec Burgasz, 1951 és 1954 között a Cserno More, 1955 és 1959 között a CDNA Szofija, 1959 és 1964 között ismét a Cserno More labdarúgója volt. A CDNA Szofija csapatával öt bolgár bajnoki címet és egy kupagyőzelmet ért el. 

### A válogatottban
1953 és 1958 között 30 alkalommal szerepelt a bolgár válogatottban és hét gólt szerzett. 1953. szeptember 6-án Csehszlovákia ellen mutatkozott be Szófiában egy világbajnoki-selejtező-mérkőzésen, ahol 2–1-es vereséget szenvedett a bolgár csapat. Az 1956-as melbourne-i olimpiai játékokon bronzérmes lett a csapattal. Utoljára 1958. december 21-én Augsburgban az NSZK ellen lépett pályára a válogatottban, ahol 3–0-s nyugatnémet győzelem született.

### Edzőként
1964 és 1968 között a Cserno More segédedzőjeként, majd 1968 és 1972 között a vezetőedzőjeként tevékenykedett. 1972-ben a bolgár U21-es válogatott szakmai munkáját irányította. 1972 és 1974 között a bolgár válogatottnál segédedzőként dolgozott. 1975–76-ban a Cserno More vezetőedzője volt.

## Halála
1978. március 16-án Szófiából Varsóba utazott a Balkan Bulgarian Airlines járatával. A gép máig tisztázatlan körülmények között lezuhant a bulgáriai Gabare közelében. A balesetben az összes utas és a személyzet életét vesztette.

## Sikerei, díjai
Bulgária
- Olimpiai játékok
  - bronzérmes: 1956, Melbourne

 CDNA Szofija
- Bolgár bajnokság
  - bajnok (5): 1955, 1956, 1957, 1958, 1958–59
- Bolgár kupa
  - győztes: 1955

## Statisztika

### Mérkőzései a bolgár válogatottban
| Bulgária | Bulgária             | Bulgária                               | Bulgária       | Bulgária | Bulgária      | Bulgária             | Bulgária | Bulgária    |
| #        | Dátum                | Helyszín                               | Hazai          | Eredmény | Vendég        | Kiírás               | Gólok    | Esemény     |
| -------- | -------------------- | -------------------------------------- | -------------- | -------- | ------------- | -------------------- | -------- | ----------- |
| 1.       | 1953. szeptember 6.  | Szófia, Levszki stadion                | Bulgária       | 1 – 2    | Csehszlovákia | vb-selejtező         | -        | 46'         |
| 2.       | 1953. szeptember 13. | Szófia, Levszki-stadion                | Bulgária       | 2 – 2    | Lengyelország | barátságos           | 2        | 44' 67' 80' |
| 3.       | 1953. október 4.     | Szófia, Levszki-stadion                | Bulgária       | 1 – 1    | Magyarország  | barátságos           | -        |             |
| 4.       | 1953. október 11.    | Szófia, Levszki stadion                | Bulgária       | 1 – 2    | Románia       | vb-selejtező         | -        |             |
| 5.       | 1953. november 8.    | Pozsony, Tehelné pole                  | Csehszlovákia  | 0 – 0    | Bulgária      | vb-selejtező         | -        | 75'         |
| 6.       | 1955. január 23.     | Bejrút, Városi Stadion                 | Libanon        | 2 – 3    | Bulgária      | barátságos           | -        | lecserélve  |
| 7.       | 1955. május 22.      | Szófia, Levszki stadion                | Bulgária       | 2 – 1    | Egyiptom      | barátságos           | -        | 46'         |
| 8.       | 1955. június 26.     | Szófia, Levszki Stadion                | Bulgária       | 1 – 1    | Lengyelország | barátságos           | -        |             |
| 9.       | 1955. október 9.     | Bukarest, Augusztus 23. Stadion        | Románia        | 1 – 1    | Bulgária      | barátságos           | -        |             |
| 10.      | 1955. november 21.   | Szófia, Levszki stadion                | Bulgária       | 3 – 0    | Csehszlovákia | barátságos           | -        |             |
| 11.      | 1955. november 20.   | Berlin, Walter Ulbricht Stadion        | NDK            | 1 – 0    | Bulgária      | barátságos           | -        | 39'         |
| 12.      | 1956. május 12.      | London, Wembley Stadion                | Nagy-Britannia | 3 – 3    | Bulgária      | olimpiai selejtező   | 1        | 66'         |
| 13.      | 1956. augusztus 26.  | Wrocław, Stadion Olimpijski            | Lengyelország  | 1 – 2    | Bulgária      | barátságos           | -        | 46'         |
| 14.      | 1956. szeptember 10. | Szófia, Levszki stadion                | Bulgária       | 2 – 0    | Románia       | barátságos           | -        | 46'         |
| 15.      | 1956. október 14.    | Szófia, Levszki stadion                | Bulgária       | 3 – 1    | NDK           | barátságos           | -        | 46'         |
| 16.      | 1956. november 30.   | Melbourne, Olimpiai Park Stadion (AUS) | Nagy-Britannia | 1 – 6    | Bulgária      | olimpiai negyeddöntő | 1        | 6'          |
| 17.      | 1956. december 5.    | Melbourne, Melbourne CG (AUS)          | Bulgária       | 1 – 2    | Szovjetunió   | olimpiai elődöntő    | -        |             |
| 18.      | 1956. december 7.    | Melbourne, Melbourne CG (AUS)          | India          | 0 – 3    | Bulgária      | olimpiai 3. helyért  | -        |             |
| 19.      | 1957. május 22.      | Oslo, Ullevaal Stadion                 | Norvégia       | 1 – 2    | Bulgária      | vb-selejtező         | 2        | 38' 75'     |
| 20.      | 1957. május 26.      | Koppenhága, Idrætsparken Stadion       | Dánia          | 1 – 1    | Bulgária      | barátságos           | -        |             |
| 21.      | 1957. június 23.     | Budapest, Népstadion                   | Magyarország   | 4 – 1    | Bulgária      | vb-selejtező         | 1        | 69'         |
| 22.      | 1957. július 21.     | Szófia, Levszki stadion                | Bulgária       | 0 – 4    | Szovjetunió   | barátságos           | -        |             |
| 23.      | 1957. szeptember 15. | Szófia, Levszki-stadion                | Bulgária       | 1 – 2    | Magyarország  | vb-selejtező         | -        |             |
| 24.      | 1957. szeptember 29. | Szófia, Levszki stadion                | Bulgária       | 1 – 1    | Lengyelország | barátságos           | -        |             |
| 25.      | 1958. május 14.      | Rio de Janeiro, Maracanã Stadion       | Brazília       | 4 – 0    | Bulgária      | barátságos           | -        |             |
| 26.      | 1958. május 18.      | São Paulo, Estádio do Pacaembu         | Brazília       | 3 – 1    | Bulgária      | barátságos           | -        | 46'         |
| 27.      | 1958. október 5.     | Berlin, Walter Ulbricht Stadion        | NDK            | 1 – 1    | Bulgária      | barátságos           | -        | 46'         |
| 28.      | 1958. október 12.    | Vitkovice, VŽKG Stadion                | Csehszlovákia  | 0 – 1    | Bulgária      | barátságos           | -        |             |
| 29.      | 1958. december 7.    | Ankara, 19 Mayıs Stadion               | Törökország    | 0 – 0    | Bulgária      | barátságos           | -        |             |
| 30.      | 1958. december 21.   | Augsburg, Rosenaustadion               | NSZK           | 3 – 0    | Bulgária      | barátságos           | -        |             |
|          | Összesen             |                                        |                | 30       | mérkőzés      |                      | 7        | gól         |